# 维勒布勒万
维勒布勒万（法語：Villeblevin，法語發音：[vil.bləvɛ̃]）是法国勃艮第-弗朗什-孔泰大区约讷省的一个市镇，位于该省西北部，属于桑斯区。

## 地理
维勒布勒万（48°19'28"N, 3°4'54"E）面积7.36 平方千米，位于法国勃艮第-弗朗什-孔泰大區约讷省，该省份为法国中北部内陆省份，西接卢瓦雷省，西北接塞纳-马恩省，南至涅夫勒省，东临科多尔省，东北与奥布省接壤。
与维勒布勒万接壤的市镇（或旧市镇、城区）包括：约讷河畔米西、肖蒙、圣阿尼昂、居亚尔新城、维讷夫。

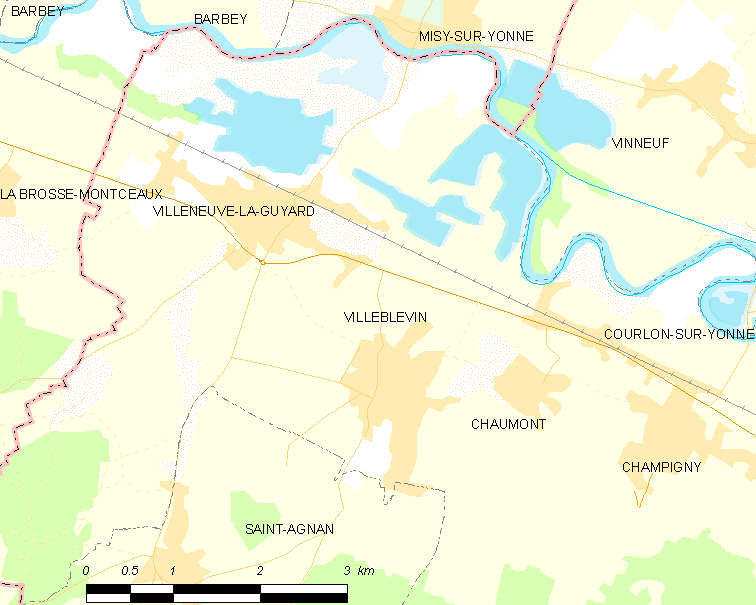
维勒布勒万的OSM定位图

维勒布勒万的时区为UTC+01:00、UTC+02:00（夏令时）。

## 参见

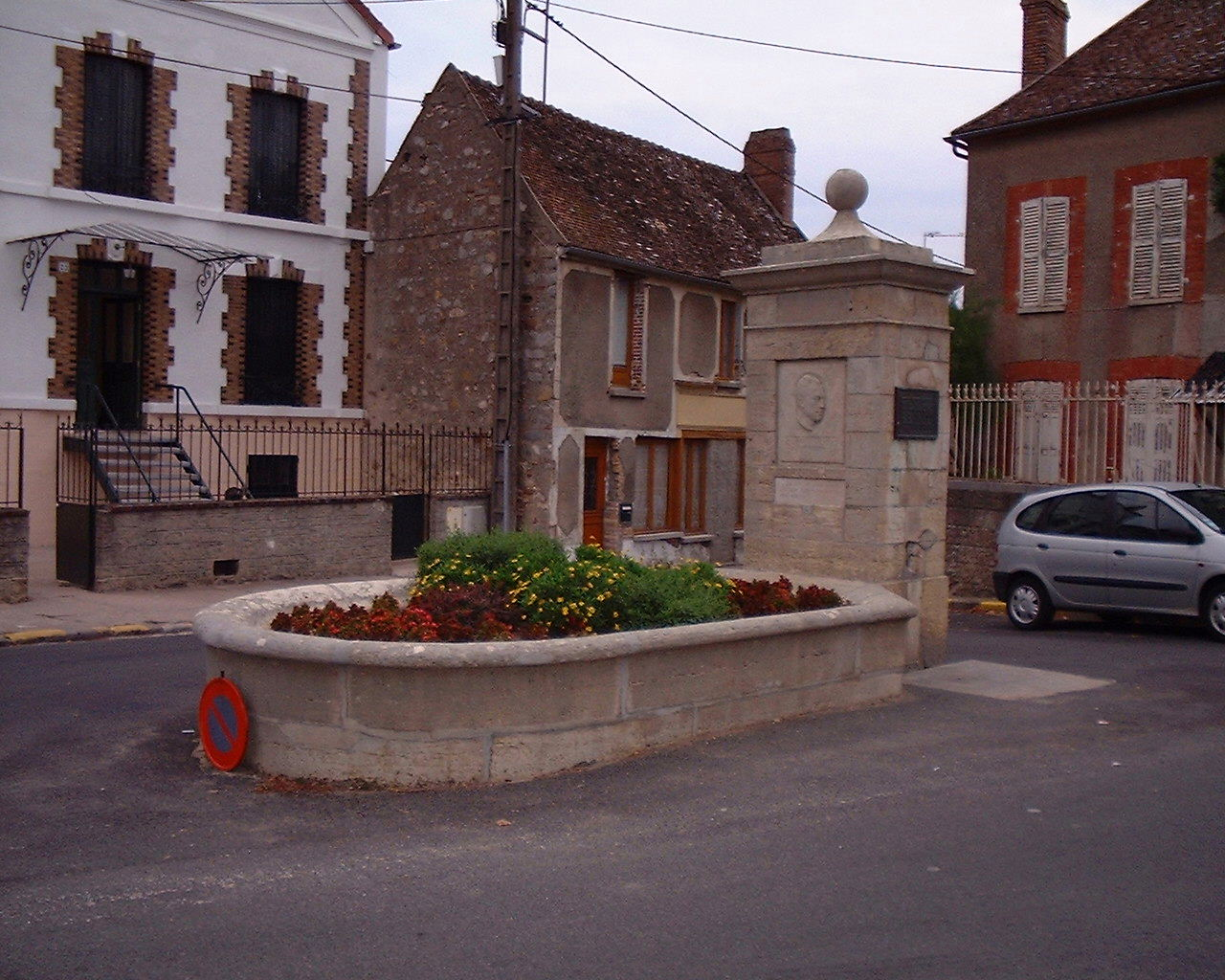
维勒布勒万的阿尔贝·加缪的車禍紀念碑

## 行政
维勒布勒万的邮政编码为89340，INSEE市镇编码为89449。

## 政治
维勒布勒万所属的省级选区为约讷河桥村县。

## 人口

1962-2008年间维勒布勒万人口变化图示

维勒布勒万于2022年1月1日时的人口数量为1813人。